# Marcel Renault
Marcel Renault, francoski dirkač, industrialec in pionir avtomobilske industrije, * 1872, Pariz, Francija, † 24. maj, 1903, Payré, Francija.
Marcel Renault se je rodil leta 1872 v Parizu. Leta 1899 je z bratoma Louisom in Fernandom ustanovil družbo Renault Frères. Prvič je na pomembnejši dirki nastopil v sezoni 1900, ko je na dirki Pariz-Toulouse-Pariz odstopil. V sezoni 1901 je na dirki Pariz-Bourdeaux zasedel trinajsto mesto, po dveh zaporednih odstopih pa je v sezoni 1902 na dirki Pariz-Dunaj z zmago dosegel svoj največji uspeh kariere. Že na naslednji dirki Pariz-Madrid, 23. maja, v sezoni 1903 pa se je hudo poškodoval, za posledicami poškodb je umrl dan kasneje star enaintrideset let. 